# Doom 3
(Tagline di Doom 3)
Doom 3 è uno sparatutto in prima persona, sviluppato da id Software e pubblicato da Activision per Microsoft Windows il 3 agosto 2004. Il gioco è stato convertito nel 2005 da Aspyr per Linux e Mac OS e da Vicarious Visions per Xbox.
Doom 3 è un reboot della serie e le sue vicende non riguardano i capitoli precedenti. È ambientato su Marte nel XXII secolo, dove un conglomerato militare-industriale ha istituito una struttura di sviluppo scientifica per la ricerca in campi come il teletrasporto, la biologia e la progettazione avanzata di armi. Tuttavia, gli esperimenti relativi al teletrasporto aprono un portale verso l'inferno, provocando una catastrofica invasione di demoni. Il personaggio giocante, un comune marine spaziale, deve combattere attraverso la base e trovare un modo per fermare i demoni che la stanno invadendo. Doom 3 utilizza l'allora avanzato motore grafico id Tech 4, che è stato in seguito concesso in licenza ad altri sviluppatori e il suo codice sorgente successivamente pubblicato sotto licenza GNU General Public License nel novembre 2011.
Doom 3 è stato un successo critico e commerciale. La critica ne ha elogiato grafica e presentazione, sebbene sia stata divisa riguardo a quanto la più lenta e cauta modalità di gioco fosse fedele a quella del Doom originale, che si concentrava principalmente sul combattere freneticamente un gran numero di nemici. Ha venduto oltre 3,5 milioni di copie, restando il gioco di maggior successo di id Software per almeno un decennio.
Il gioco è stato seguito da Doom 3: Resurrection of Evil, una espansione sviluppata da Nerve Software, pubblicata nell'aprile 2005, mentre un film, Doom, basato sulla serie è stato pubblicato nell'ottobre 2005. Una serie di romanzi di Doom 3, scritti da Matthew J. Costello, ha debuttato nel febbraio 2008. Un'edizione ampliata e rimasterizzata, nota come BFG Edition, è stata pubblicata nel 2012 su PlayStation 3 e Xbox 360 e nel 2019 per Nintendo Switch, PlayStation 4 e Xbox One. Nel 2021 è stata pubblicata una versione in realtà virtuale, nota come VR Edition, per PlayStation VR.

## Trama
XXII secolo, 2145. La Union Aerospace Corporation è cresciuta fino a diventare la più grande entità aziendale esistente sulla Terra e ha creato una struttura di ricerca su Marte. In questa base, l'UAC è in grado di condurre ricerche in diverse aree scientifiche, tra cui lo sviluppo avanzato di armi, la ricerca biologica, l'esplorazione dello spazio e il teletrasporto. Su Marte, l'UAC può eseguire le proprie sperimentazioni al di fuori dei confini legali e morali vigenti sulla Terra.
Le voci sulla natura controversa degli esperimenti nella divisione dei "Laboratori Delta" dell'UAC sono però diventate particolarmente diffuse tra i dipendenti della base, Mars City. La vita nella base marziana è destinata a cambiare per sempre.
Il gioco si apre con il membro del consiglio di amministrazione della UAC, Elliott Swann, e la sua guardia del corpo, Jack Campbell, che arrivano dalla Terra a Mars City, l'accesso principale alla base di Marte della UAC, con il marine senza nome – il personaggio giocante – al loro seguito.
Swann e Campbell sono arrivati per indagare su molteplici incidenti accaduti nella base e hanno una accesa discussione col responsabile dei laboratori di Marte, il dottor Malcolm Betruger, mentre il marine si dirige dal sergente Thomas Kelly per ricevere ordini. Kelly ordina di trovare uno scienziato dei Laboratori Delta, scomparso. Il marine trova lo scienziato in una vicina struttura di comunicazione dismessa, intento a inviare un avvertimento alla UAC sulla Terra riguardo ai pericoli dovuti agli esperimenti di teletrasporto eseguiti da Betruger. Tuttavia, mentre cerca di spiegare la situazione al marine, un altro test di teletrasporto viene avviato e perde contenimento, permettendo che l'intera base di Marte venga travolta da un'onda d'urto di tipo innaturale.
La base entra nel caos. Il marine è costretto a respingere gli attacchi del personale della base, ora zombificato e posseduto dall'ondata infernale, e dei demoni arrivati dall'inferno, per poi tornare a Mars City. Il sergente Kelly gli ordina di riunirsi con altri marines, noti come "Squadra Bravo", che stanno trasportando una scheda elettronica di trasmissione contenente una chiamata di emergenza da inviare dal principale centro di comunicazione per richiedere rinforzi. Mentre il marine avanza attraverso la base, viene a sapere che Swann e Campbell sono sopravvissuti, e si stanno dirigendo verso la struttura di comunicazione per impedire che vengano inviati messaggi nella speranza di contenere la situazione su Marte.
La squadra Bravo subisce un'imboscata dai demoni e viene massacrata, e sebbene il marine riesca a recuperare la scheda di trasmissione, non riesce ad impedire a Campbell di distruggere la maggior parte delle attrezzature della struttura di comunicazione. Kelly, tuttavia, manda il marine verso un sistema di backup, in cui viene data la scelta se obbedire agli ordini di Kelly ed inviare la chiamata di emergenza per i rinforzi o accettare l'alternativa di Swann di mantenere Marte isolato fino a quando non verrà compresa la natura esatta dell'invasione, in modo da non mettere in pericolo la Terra. Sulla strada per i Laboratori Delta, il marine viene contattato da Betruger: lo scienziato è in collaborazione con l'inferno. Se il marine non ha inviato la richiesta di soccorso verso la Terra, Betruger rimedierà, sperando di usare le navi cariche di rinforzi per trasportare i demoni sul pianeta natale della razza umana.
All'arrivo nei Laboratori Delta, il marine apprende dettagli sugli esperimenti di teletrasporto, le spedizioni verso l'inferno per recuperare campioni e la crescente ossessione di Betruger per i test, nonché di uno scavo archeologico sotto la superficie di Marte.
Lo scavo ha riportato alla luce le rovine di un'antica civiltà extraterrestre scoperta su Marte e di una reliquia conosciuta come "Cubo delle Anime". Secondo uno scienziato sopravvissuto che il marine trova nei laboratori, il Cubo è un'arma creata dall'antica civiltà per difendersi dalle forze infernali. Lo scienziato rivela anche che l'invasione è iniziata quando Betruger ha portato il Cubo nel portale all'inizio del gioco, depositandolo all'inferno. Il marine insegue Betruger attraverso i laboratori, ma viene trascinato nel portale di teletrasporto principale dopo essere stato attirato in una trappola.
Il portale teletrasporta il marine direttamente all'inferno, dove deve procedere nel farsi strada affrontando un gran numero di demoni fino al Cubo, sconfiggendo il suo guardiano demoniaco, per poi tornare ai Laboratori Delta.
Betruger spiega al marine che sebbene il principale teletrasporto della UAC sia stato distrutto, gli inferi stanno aprendo una bocca dell'inferno su Marte, in grado di teletrasportare milioni di demoni. Swann informa il marine che il sergente Kelly ha lavorato con l'inferno forse per tutto il tempo, ed è stato a sua volta posseduto dal maligno. Racconta al marine che Campbell ha inseguito Kelly e, ormai morente, dà al marine il suo PDA contenente informazioni sulla posizione dell'inferno sotto la superficie di Marte.
Kelly inizia quindi a schernire il marine con una voce demoniaca. Alla fine il marine affronta Kelly, trasformato in un uomo cibernetico innestato su un mezzo corazzato. Il marine lo uccide e procede più in profondità sotto la superficie marziana fino al "Sito 3", il luogo di scavo archeologico in cui è stato rinvenuto il Cubo. Nel sito di scavo primario, il marine scopre la bocca dell'inferno, difesa dal più potente guerriero degli inferi: il Cyberdemone. Usando il Cubo, il marine sconfigge il Cyberdemone in combattimento e il Cubo sigilla quindi l'inferno.
La scena finale mostra i rinforzi arrivati dalla Terra che scoprono il caos e la carneficina accaduti nella base. Trovano Swann morto e il marine ancora vivo, unico sopravvissuto. Tuttavia, non sono in grado di localizzare Betruger: egli si trova infatti all'inferno, ormai reincarnato in un demone simile ad una enorme viverna.

## Modalità di gioco
In Doom 3 il giocatore impersona e vede attraverso gli occhi di un comune marine spaziale senza nome. Nei panni di quest'ultimo è possibile muoversi in tutte le direzioni, correre, scattare ed inginocchiarsi. Come nei precedenti giochi di Doom, l'obiettivo principale è muoversi con successo attraverso i livelli, sconfiggendo una varietà di nemici intenzionati a uccidere il personaggio giocante. Trattandosi di uno sparatutto in prima persona l'utilizzo di armi da fuoco è richiesto e necessario allo scopo di combattere ed abbattere i nemici nelle svariate ambientazioni del gioco.

Il giocatore affronta un umano posseduto in Doom 3. L'HUD visualizza in basso a sinistra la quantità di corazza residua (125) e i punti ferita rimanenti (62). Le munizioni rimaste per l'arma sono indicate sullo schermo integrato (39). È possibile notare la sofisticatezza del motore grafico id Tech 4: il fuoco dell'arma causa una fonte di luce nel buio e per effetto derivato l'ombra del nemico viene proiettata efficacemente contro il muro, mentre gli effetti particellari assicurano gli schizzi di sangue

Le armi spaziano da più leggere, come la pistola o la pistola mitragliatrice, a più pesanti come il fucile al plasma o il lanciarazzi. Il marine ha a disposizione una corazza, calcolata in punti da 0 a 125, che può proteggerlo dagli attacchi, ma che con l'uso va via via deteriorandosi e necessita di essere continuamente ripristinata trovando pezzi in giro per le ambientazioni. Anche i punti ferita, calcolati da 0 a 100, possono andar perduti in combattimento, ed è necessario raccogliere kit di pronto soccorso allo scopo di rigenerarli. L'HUD visualizza in basso a sinistra la quantità di corazza residua e i punti ferita rimanenti. Le munizioni rimaste per l'arma sono indicate sullo schermo integrato.
Gli "zombi" sono umani posseduti da forze demoniache, che attaccano il personaggio giocante usando le mani, armi bianche o una varietà di armi da fuoco, mentre i demoni sono creature dell'inferno, la maggior parte dei quali attaccano usando artigli o sparando palle di fuoco al plasma. I cadaveri dei demoni si riducono in cenere dopo la morte, senza lasciare traccia del loro corpo, mentre quelli dei nemici originariamente umani possono essere ridotti a brandelli.
I livelli del gioco sono di natura abbastanza lineare e incorporano diversi elementi tipicamente horror, il più importante dei quali è l'oscurità. Questa scelta progettuale non ha solo lo scopo di incutere sentimenti di apprensione e paura nel giocatore, ma anche di creare un ambiente di gioco più minaccioso in cui il giocatore ha meno possibilità di individuare i nemici. Questo aspetto è ulteriormente rafforzato dal fatto che il giocatore deve scegliere tra tenere tra le mani un'arma e impugnare una torcia, vedendosi quindi costretto a scegliere tra la possibilità di vedere i meandri più bui o avere un'arma carica e pronta a far fuoco. I livelli sono regolarmente disseminati di cadaveri mutilati, parti del corpo amputate e sangue, a volte usati insieme all'illuminazione del gioco per disorientare il giocatore e porlo sotto stress.
Anche le frequenti trasmissioni radio attraverso l'intercom portatile del giocatore giocano un ruolo importante nel creare atmosfera, trasmettendo determinati suoni e messaggi da personaggi non giocanti che hanno lo scopo di turbare il giocatore. Questo scopo è raggiunto anche tramite l'utilizzo di suoni ambientali che comprendono tubi con perdite sibilanti, passi nascosti nel buio e rumori di macchinari fino a effetti quali voci inquietanti e in lingua demoniaca incomprensibile.
L'approccio più pacato e incentrato sulla trama di  Doom 3 si riflette nella possibilità del giocatore di incontrare spesso personaggi non giocanti amichevoli, che forniscono informazioni su eventi chiave, obiettivi e oggetti di inventario. All'inizio del gioco, al giocatore viene fornito un computer palmare personale – detto "PDA" (personal data assistant) – che garantisce livelli di nulla osta sicurezza in modo da consentire al giocatore di accedere a determinate aree che sono altrimenti bloccate e vietate. Il PDA può essere utilizzato per leggere e-mail e riprodurre file audio e video acquisiti durante il gioco e che possono fornire informazioni utili come codici di archiviazione o chiavi a firma digitale, nonché dettagli significativi della trama.
Ogni volta che il giocatore raccoglie uno degli altri PDA di altri personaggi trovati durante il gioco, i suoi contenuti vengono automaticamente scaricati sul proprio dispositivo, che viene aggiornato coi nuovi contenuti.

### Multigiocatore
Il multigiocatore di Doom 3 permette a un massimo di 4 persone di giocare a diverse modalità:
- Deathmatch: la modalità classica "tutti-contro-tutti"; vince il giocatore che ha effettuato più uccisioni entro il time out.
- Deathmatch a squadre: due squadre di giocatori si sfidano, vince la squadra che effettua più uccisioni entro il time out.
- Ultimo uomo: modalità simile a Deathmatch, con l'eccezione che ogni giocatore ha un numero limitato di vite; vince il giocatore che rimane con una o più vite quando tutti gli altri hanno esaurito le proprie.
- Torneo: si sfidano due giocatori alla volta, mentre altri due fanno da spettatori; alla conclusione della prima sfida, il perdente finisce in fondo all'elenco, mentre il primo spettatore in elenco diventa il nuovo sfidante.
- Modalità cooperativa: questa modalità è esclusiva per Xbox. Tramite Xbox Live due giocatori potevano affrontare la campagna insieme, collaborando.[24]

## Sviluppo

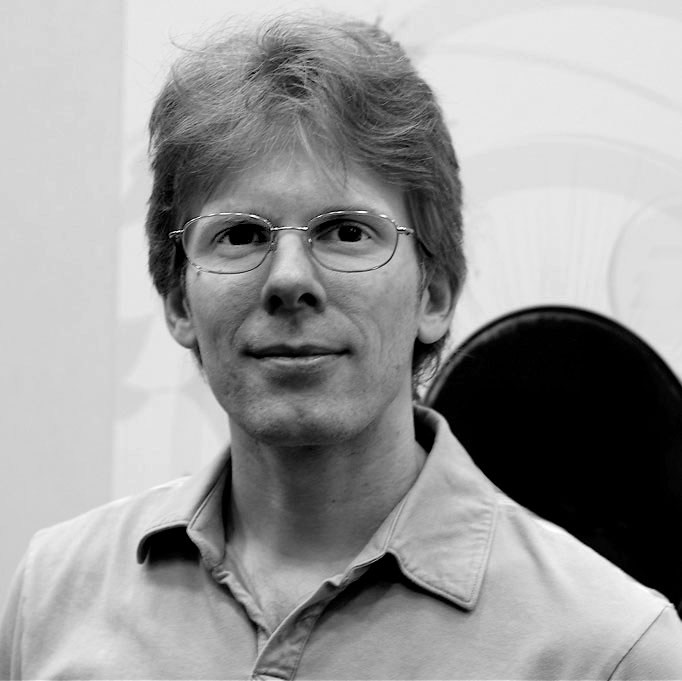
Il motore grafico su cui è stato costruito Doom 3 è stato creato da John Carmack, che ha anche stimolato lo sviluppo iniziale del progetto

Nel giugno 2000, John Carmack, capo programmatore e progettista del motore grafico id Tech, di id Software, aveva pubblicato un piano aziendale che anticipava lo sviluppo di un remake di Doom utilizzando tecnologia di nuova generazione. Tra le prime informazioni emerse nei mesi successivi si era venuto a sapere della volontà di focalizzarsi sulla modalità giocatore singolo, di conversioni pianificate per Xbox, Classic Mac OS e Linux, di una finestra di lancio provvisoria prevista per il 2002 e della scrittura del codice sorgente interamente effettuata in C++.
Questa pianificazione aveva fatto emergere delle discrepanze e controversie all'interno di id Software. Kevin Cloud e Adrian Carmack, due soci di id Software, erano fortemente contrari a rielaborare Doom, vedendo in questo progetto un rimuginare sulle stesse formule e proprietà intellettuali troppo spesso. Tuttavia, dopo l'accoglienza positiva di Return to Castle Wolfenstein e gli ultimi miglioramenti nella tecnologia di rendering dell'id Tech, la maggior parte dei dipendenti aveva convenuto che un remake era l'idea giusta e ai due soci era stato presentato un ultimatum: consentire il remake di Doom o essere licenziati. Dopo una discussione ragionevolmente amichevole (sebbene il concept artist Paul Steed, uno degli istigatori della diatriba, era stato licenziato), si era raggiunto l'accordo che sanciva l'inizio dei lavori su Doom 3. Lo sviluppo sul gioco non è partito prima della fine del 2000, subito dopo aver terminato Quake III: Team Arena. Nel 2001, il gioco è stato mostrato per la prima volta al pubblico alla Macworld Conference & Expo al Makuhari Messe e in seguito all'E3 2002 al Los Angeles Convention Center, con una alfa demo di quindici minuti. Ha vinto cinque premi all'E3 quell'anno.
All'inizio dello sviluppo di Doom 3, Trent Reznor, frontman della band Nine Inch Nails e già autore della colonna sonora di Quake, era stato scelto per occuparsi dell'audio di Doom 3. Tuttavia, a causa di «una cattiva gestione di tempo e denaro», nessuna delle produzioni di Reznor è stata inclusa nel gioco. Alla fine, l'ex batterista dei Nine Inch Nails, Chris Vrenna e Clint Walsh, membro della band Tweaker, hanno prodotto e composto la colonna sonora del gioco.
(—Todd Hollenshead, CEO di id Software)
Doom 3 è stato concepito per essere più focalizzato sulla trama rispetto ai precedenti titoli di id, a dimostrazione di questo lo sforzo consapevole degli sviluppatori di avere una recitazione vocale più convincente e professionale. Alla fine del 2002, due dipendenti di ATI Technologies aveva fatto trapelare una versione alfa di Doom 3 su Internet. Un anno dopo, un nuovo trailer è stato mostrato all'E3 2003 e in seguito il sito web di id Software era stato aggiornato per rivelare Doom 3 come progetto ormai in dirittura d'arrivo, sebbene era stato dichiarato che il gioco non sarebbe stato pronto per le festività natalizie del 2003.
Doom 3 è entrato in fase gold il 14 luglio 2004, sancendo così la fine dei lavori; secondo John Carmack, lo sviluppo ha richiesto più tempo del previsto. Lo sviluppatore Splash Damage ha collaborato alla progettazione del multigiocatore. Circa 3 000 beta tester hanno fornito feedback sul multigiocatore durante le prove al QuakeCon 2003.
Una demo scaricabile del gioco, dal peso di quasi 500 MB, è stata messa a disposizione a partire dal 20 settembre dello stesso anno.

### Tecnologia
Secondo John Carmack, capo programmatore e progettista del motore grafico di id Software, la tecnologia di Doom 3 è stata supportata da tre funzionalità principali: illuminazione e ombreggiatura unificate, animazioni complesse e script che mostrano in tempo reale l'illuminazione per pixel dinamica e ombreggiatura degli stencil e una interfaccia grafica in-game che aggiunge ulteriore interattività al gioco. L'evoluzione chiave del motore grafico id Tech 4 sviluppato per Doom 3 è stata proprio l'illuminazione e l'ombreggiatura unificate. Invece di calcolare o eseguire il rendering delle luci dello scenario, durante la creazione della mappa, e il salvataggio di tali informazioni nei dati di quest'ultima, la maggior parte delle sorgenti luminose viene calcolata in tempo reale. Ciò ha consentito alle luci di proiettare ombre anche su oggetti non statici come i demoni e i macchinari, cosa impossibile per le mappe dotate di luci statiche non direzionali. Altre caratteristiche importanti del motore grafico è stata il normal mapping e specular highlighting delle textures, la gestione realistica della fisica degli oggetti e l'audio multicanale. Doom 3 su Xbox è stato progettato per supportare anche la risoluzione widescreen 480p e l'audio surround Dolby Digital.
Per aumentare l'interattività con il mondo di gioco, id Software ha progettato centinaia di computer in-game con schermi interattivi ad alta risoluzione: invece di utilizzare un semplice "tasto usa" per far funzionare questi computer, il mirino agisce come un cursore del mouse sugli schermi consentendo al giocatore di utilizzare i computer nel mondo di gioco in modo realistico. Ciò consente al terminale del computer in-game di svolgere più di una funzione, dall'inserimento dei codici di sicurezza, all'attivazione di macchinari, fino all'accensione delle luci o lo sblocco di armadietti contenenti rifornimenti. Il progettista Patrick Duffy, ha dovuto scrivere oltre 500 000 righe di codice e 25 000 immagini sono state utilizzate per creare tutte le interfacce di gioco, le schermate dei computer e gli altri monitor in Doom 3.

## Accoglienza
| Testata                             | Versione | Giudizio |
| ----------------------------------- | -------- | -------- |
| Metacritic (media al agosto 2021)   | PC       | 87/100   |
| Metacritic (media al agosto 2021)   | Xbox     | 88/100   |
| GameRankings (media al agosto 2021) | PC       | 86,63%   |
| GameRankings (media al agosto 2021) | Xbox     | 87,63%   |
| 1UP.com                             | PC       | B+       |
| 1UP.com                             | Xbox     | A        |
| Eurogamer                           | PC       | 9/10     |
| Everyeye.it                         | PC       | 9/10     |
| Everyeye.it                         | Xbox     | 8,5/10   |
| GameSpot                            | PC       | 8,5/10   |
| GameSpot                            | Xbox     | 8,6/10   |
| GameSpy                             | PC       | 4,5/5    |
| GameSpy                             | Xbox     | 5/5      |
| IGN                                 | PC       | 8,9/10   |
| IGN                                 | Xbox     | 9,3/10   |
| Multiplayer.it                      | PC       | 8,5/10   |
| Multiplayer.it                      | Xbox     | 8,9/10   |
| PC Gamer (UK)                       | PC       | 90%      |
| PC Gamer (US)                       | PC       | 94%      |
| SpazioGames.it                      | PC       | 9/10     |
| SpazioGames.it                      | Xbox     | 8,7/10   |
| The Games Machine                   | PC       | 87%      |
| Xbox Magazine Ufficiale (UK)        | Xbox     | 9,2/10   |

Doom 3 ha ricevuto un'accoglienza favorevole dalla critica, con la versione PC del gioco che ha ottenuto un punteggio dell'87/100 su Metacritic e un punteggio dell'86,63% su GameRankings.
In generale, molto elogio è stato rivolto alla qualità grafica e alla presentazione del gioco. GameSpot ha descritto il gioco come «convincente e realistico, densamente ricco di atmosfera», mentre PC Gamer UK ha descritto la grafica, la modellazione e l'animazione dei personaggi come semplicemente «impeccabili», segnando il ritorno della serie Doom in prima linea nell'industria dei computer e dei videogiochi, anche undici anni la pubblicazione del Doom originale. IGN notò di come la presentazione del gioco rappresentava gran parte del suo impatto, affermando: «Senza la sua atmosfera, Doom 3 è sostanzialmente un semplice sparatutto che si ricollega ai suoi simili degli anni 1990». È stato apprezzato anche il fatto che id Software rese il gioco sorprendentemente bello da vedere anche con le impostazioni grafiche più basse.
Numerosi recensori hanno anche prestato attenzione alle premesse di trama e ambientazione. GameSpot ha percepito «l'impressione che Doom 3 abbia luogo in un mondo credibile e ben realizzato» mentre IGN ha osservato di come «la base marziana dell'UAC restituisce una sensazione di luogo vissuto e consumato, che la rende attuale e realistica». Eurogamer ha sottolineato che la sequenza d'apertura del gioco «sembra un tributo alle brillanti idee» esibite nel classico degli sparatutto in prima persona Half-Life di Valve Software.
Molti recensori hanno notato di come Doom 3 fa fatica a rispecchiarsi nel ritmo "corri e spara" che ha segnato il successo dei suoi predecessori e il gioco è stato sia elogiato che criticato per questa caratteristica. Diverse recensioni hanno criticato la ripetitività percepita nel gioco dopo le prime ore. L'intelligenza artificiale del gioco non è stata ritenuta all'altezza di una vera sfida: «I nemici seguono prevedibilmente lo stesso tipo di schemi di comportamento», ha affermato GameSpot. mentre GameSpy ha dichiarato che il modo in cui i nemici venivano generati sullo scenario per attaccare il giocatore era «ingannevole»: presto i giocatori si sarebbero resi conto che raccogliere un'armatura a terra, lontana o isolata, avrebbe causato la comparsa di una varietà di nemici da scompartimenti nei muri nascosti nell'oscurità. Il metodo di raccontare la trama è stato definito da alcuni come «inefficace», complice anche la mancanza di un'identità ben definita per il personaggio giocante. Infine, il multigiocatore è stato visto come carente di innovazione, limitato nel numero di giocatori e modalità di gioco, in particolare in contrasto con l'influente Quake III Arena di id Software, pubblicato nel 1999.
Anche tra la stampa italiana di settore, Doom 3 è stato accolto in modo molto positivo. Il comparto tecnico, grafico e sonoro del gioco è stato lodato da Multiplayer.it, SpazioGames.it ed Everyeye.it. Multiplayer.it ha ritenuto antiquata la modalità di gioco, sebbene abbia elogiato la capacità di poter spaventare il giocatore e la completa localizzazione in italiano; SpazioGames.it ha definito il gioco «un capolavoro cristallino», elogiandone anche l'atmosfera, il ritmo ben calibrato tra azione e tensione, e la progettazione di armi e nemici; unica pecca le ripetitive ambientazioni e luoghi di gioco. Everyeye.it ha definito il gioco «molto bello», con «ore di divertimento e pura adrenalina, facendo veramente venire le palpitazioni». Anche la recensione pubblicata sulla rivista The Games Machine ha elogiato grafica e sonoro, ma ne ha criticato la ripetività delle situazioni, le poche aree esterne e il design in generale.
La versione Xbox di Doom 3 ha ricevuto un'accoglienza analoga a quella PC, con un punteggio di 88/100 su Metacritic e 87,63% su GameRankings. Il gioco è stato elogiato per l'impostazione di controlli fluidi e intuitivi su gamepad, nonché per l'inclusione di una modalità cooperativa per due giocatori esclusiva per Xbox, che IGN ha definito «valere da sola il prezzo del biglietto». Tuttavia, alcune critiche sono state dirette verso i rallentamenti di gioco nella frequenza dei fotogrammi, causati dall'id Tech 4, nonostante quest'ultimo sia stato convertito per Xbox, rimanendo comunque piuttosto esigente nei confronti dell'hardware della console. Xbox Magazine Ufficiale UK ha affibbiato al gioco un "Editor's Choice", elogiandolo per l'atmosfera horror, il comparto artistico e tecnologico e definendolo «un genuino capolavoro horror per Xbox», sebbene abbia criticato il multigiocatore limitato a quattro persone.
Anche in questo caso la stampa italiana ha elogiato la conversione per Xbox. Il parere comune è che inevitabilmente, a parità di confronto tecnico con il PC, questa versione del gioco sia in evidente svantaggio. Tuttavia sia Multiplayer.it che SpazioGames.it, ne hanno elogiato il comparto tecnico comunque d'alto livello considerando l'hardware della console Microsoft, così come la modalità cooperativa e l'atmosfera di gioco; per entrambi il gioco soffre invece di eccessiva linearità. Everyeye.it ha affermato: «È d’obbligo fare i complimenti a Vicarious Visions per un fantastico lavoro di conversione. [...] Ha saputo portare uno dei più esosi titoli per personal computer, su una piattaforma dalla potenza limitata come Xbox».

### Premi
Ai Golden Joystick Awards del 2004, Doom 3 ha vinto i premi "PC Game of the Year" (Gioco dell'anno PC) e "Ultimate Game of the Year" (Gioco dell'anno definitivo). Il gioco ha vinto invece il premio "Best Graphics" (Miglior grafica) ai premi del 2004 secondo GameSpot.
Computer Games Magazine aveva nominato Doom 3 per il premio "Best Technology" (Miglior tecnologia), che però è stato vinto da Half-Life 2.

### Vendite
Doom 3 è stato un successo commerciale per id Software, con oltre 300 000 copie vendute solo durante la prima settimana. Negli Stati Uniti, la versione per computer ha venduto 760 000 copie, fruttando guadagni per 32,4 milioni di dollari entro agosto 2006, divenendo il 16° gioco per computer più venduto nel paese tra gennaio 2000 e agosto 2006. La versione per computer ha anche ricevuto una certificazione di vendita "Gold" dalla Entertainment and Leisure Software Publishers Association (ELSPA), indicando vendite per almeno 200 000 copie nel Regno Unito. Anche la versione del gioco per Xbox è stata un successo con oltre un milione di copie vendute, come rivelato nel rendiconto finanziario annuale di Activision.
All'inizio del 2007, oltre 3,5 milioni di copie di Doom 3 erano state vendute in tutto il mondo, rendendolo il progetto di maggior successo di id Software per almeno un decennio.

## Espansioni

### Resurrection of Evil
Il 3 aprile 2005, otto mesi dopo la pubblicazione di Doom 3, id Software ha pubblicato la prima espansione dedicata al gioco, su Microsoft Windows. L'espansione, intitolata Resurrection of Evil, è stata sviluppata da Nerve Software, una software house che aveva collaborato con id Software su diversi altri progetti, tra cui Return to Castle Wolfenstein, oltre che alla conversione per Xbox di Doom 3.
Ancora una volta pubblicata da Activision, una conversione dell'espansione per Linux è stata pubblicata il 24 maggio 2005 e successivamente su Xbox, il 5 ottobre 2005. L'espansione comprendeva una nuova campagna da dodici livelli per il giocatore singolo, ambientata due anni dopo la trama del gioco principale, oltre a tre nuove armi tra cui il Grabber, quest'ultima orientata alla manipolazione della fisica di gioco. Sono stati introdotti anche diversi nuovi demoni da combattere. Il numero di partecipanti per il multigiocatore è stato raddoppiato fino a otto e sono state aggiunte nuove modalità di gioco come rubabandiera.
L'accoglienza per Resurrection of Evil non è stata positiva come per Doom 3, ma il gioco ha comunque ricevuto recensioni generalmente favorevoli dalla stampa di settore.

## Altre edizioni

### BFG Edition
Una riedizione di Doom 3, chiamata Doom 3: BFG Edition, è stata pubblicata da Bethesda Softworks il 15 ottobre 2012 in Australia, il 16 ottobre 2012 in America del Nord e il 19 ottobre 2012 in Europa. L'edizione "BFG" presentava una grafica e sonoro migliorati, un sistema di salvataggio a checkpoint, supporto per realtà virtuale con head-mounted display e la possibilità di utilizzare la torcia mentre si impugna un'arma, essendo "montata sulla spalla".
Inclusa nel pacchetto vi è anche l'espansione Resurrection of Evil ed una nuova espansione, inedita, per giocatore singolo chiamata The Lost Mission, insieme agli originali Doom (edizione The Ultimate Doom con il quarto episodio, Thy Flesh Consumed) e Doom II (con l'espansione No Rest for the Living, precedentemente disponibile su Xbox 360). Le versioni di Doom e Doom II pubblicate con la "BFG Edition" hanno subito un certo grado di censura.
Una nuova versione della BFG Edition, modificata e senza multigiocatore, è stata pubblicata esclusivamente tramite download digitale per Nintendo Switch, PlayStation 4 e Xbox One a luglio 2019.

### VR Edition
Doom 3: VR Edition è una riedizione in realtà virtuale del videogioco Doom 3, sviluppata da Archiact in collaborazione con id Software e pubblicata da Bethesda Softworks. Il gioco è stato pubblicato il 29 marzo 2021 in esclusiva per PlayStation VR su PlayStation 4, con compatibilità anche su PlayStation 5 tramite retrocompatibilità.
Questa versione consente ai giocatori di vivere l’esperienza horror fantascientifica di Doom 3 in prima persona attraverso la realtà virtuale, includendo sia il gioco base che le espansioni Resurrection of Evil e The Lost Mission. L’adattamento VR introduce miglioramenti specifici per la realtà virtuale, come il supporto al movimento della testa per la mira, una nuova interfaccia utente ottimizzata, torce montate sulle armi, e una rappresentazione fisica delle mani del giocatore per una maggiore immersione.
Pur mantenendo l’atmosfera cupa e l’intenso gameplay originale, Doom 3: VR Edition è stato riprogettato per sfruttare appieno le potenzialità della realtà virtuale, offrendo una nuova prospettiva su uno dei capitoli più cupi della saga di Doom.

## Eredità
All'inizio del 2008 è stata pubblicata una nuova serie di romanzi di Doom scritta da Matthew J. Costello, un autore che aveva lavorato alla storia e alla sceneggiatura per Doom 3 e "Resurrection of Evil"; i precedenti romanzi di Doom avevano ampliato la trama dei primi due capitoli originali. La serie di libri mira a romanzare la storia di Doom 3, con il primo libro, "Worlds on Fire", pubblicato il 26 febbraio 2008 e il secondo libro, "Maelstrom", pubblicato nel marzo 2009.
Il motore grafico di Doom 3, l'id Tech 4, è stato concesso in licenza d'uso ad altri sviluppatori. Tra i giochi più noti, sviluppati con questo motore, vi sono Prey di Human Head Studios, Quake 4 e Wolfenstein di Raven Software, Enemy Territory: Quake Wars e Brink di Splash Damage; sebbene il motore non abbia comunque raggiunto la diffusione capillare dell'Unreal Engine di Epic Games. Il 22 novembre 2011, il codice sorgente del motore è stato pubblicato sotto licenza GPL, ma il contenuto grafico del gioco è rimasto sotto l'EULA. Una successiva pubblicazione del codice sorgente includeva anche le modifiche apportate alla "BFG Edition", così da consentire la conversione della riedizione su altre piattaforme precedentemente non supportate come Linux e macOS.

### Gioco da tavolo
Nel 2004 viene pubblicato da Fantasy Flight Games un gioco da tavolo, Doom: The Boardgame, basato sulla serie di Doom e con estetica dei componenti e del manuale direttamente tratta da Doom 3. Nel 2005 viene pubblicata un'espansione per il gioco, Doom: The Boardgame Expansion Set, che si ispira direttamente all'espansione Resurrection of Evil di Doom 3.

### Adattamento cinematografico
Un film, Doom, vagamente basato sul franchise, è stato pubblicato nelle sale cinematografiche a partire dal 21 ottobre 2005. È stato diretto da Andrzej Bartkowiak, con Karl Urban, Rosamund Pike e Dwayne Johnson. Il film non ha ottenuto buoni riscontri dalla critica e i suoi incassi al botteghino per il weekend di apertura hanno totalizzato oltre 15,3 milioni di dollari, per poi scendere a 4,2 milioni di dollari nel suo secondo fine settimana.

### Reboot del 2016
id Software ha sviluppato un altro remake, questa volta seguendo le radici originali della serie con azione frenetica in primo piano e trama volutamente attenuata. Lo sviluppo è stato annunciato nel 2008, il gioco avrebbe dovuto inizialmente utilizzare il motore id Tech 5 e chiamarsi "Doom 4". Intitolato semplicemente "Doom" e basato sull'id Tech 6, il gioco è stato pubblicato nel 2016 da Bethesda Softworks per Microsoft Windows, Xbox One e PlayStation 4. Una versione per Nintendo Switch è stata pubblicata nel 2017.